# Giancarlo Pagliarini
Giancarlo Pagliarini (Milano, 23 aprile 1942) è un politico italiano, parlamentare della Lega Nord dal 1992 al 2006 e ministro del bilancio e della programmazione economica dal maggio 1994 al gennaio 1995 durante il primo governo Berlusconi.
È stato militante leghista fino al 2007. In seguito al congresso del partito di Umberto Bossi tenutosi nel gennaio di quell'anno, ha deciso di lasciare il movimento a causa di dissidi interni. Nella primavera 2008 si è candidato come indipendente con "La Destra", dopo che i leader del partito (Santanchè e Storace) hanno sottoscritto una dichiarazione di intenti che include il federalismo fiscale nel loro programma.

## Biografia
Diplomato in ragioneria, si è laureato in economia e commercio presso l'Università Cattolica del Sacro Cuore di Milano. Dopo una lunga esperienza in Arthur Andersen (dal 1967 al 1983), ha fondato nel 1987 una sua società di revisione, la Giancarlo Pagliarini & Soci. Contemporaneamente, dal 1980 al 1986, ha insegnato revisione contabile all'Università degli Studi di Parma.
Ha fondato nel 1996 l'APRE, Associazione Professionisti della Revisione.
Leghista della prima ora, comunemente chiamato "Mimmo" ma anche "Paglia" nel 1992 (XI Legislatura) viene eletto senatore; per seguire gli impegni politici abbandona gli altri incarichi professionali.
Nel 1994 (XII Legislatura) durante il governo Berlusconi I diventa ministro del bilancio e della programmazione economica.
Nel 1996 (XIII Legislatura) è deputato e membro della "V Commissione Bilancio".
Nel 1997 diventa consigliere comunale a Milano.
Nel 2001 (XIV Legislatura) è deputato e capogruppo della Lega in commissione bilancio; nel giugno dello stesso anno viene nominato assessore al Demanio presso il Comune di Milano.
Nel giugno 2006 viene eletto consigliere comunale a Milano per la Lega Nord, ma nel gennaio 2007 passa al gruppo misto, lasciando il suo partito perché non lo riteneva più attivamente coinvolto nello sviluppo del federalismo. Nel giugno 2007 aderisce alla rete liberale promossa dal deputato radicale Daniele Capezzone
Il 18 gennaio 2008 accetta di essere candidato (ma non di aderirvi) alle imminenti elezioni politiche per La Destra, il partito fondato da Francesco Storace, pur sostenendo di essere "rimasto leghista nell'anima e nella mente".
Nel marzo 2011 è stato candidato come sindaco di Milano per la Lega Padana Lombardia e ha raccolto al primo turno lo 0,7% dei voti.
Dal 22 maggio 2011 è segretario dell'Unione Federalista con il sogno di un federalismo come quello che c'è in Svizzera.
In occasione delle elezioni politiche del 2013 aderisce al movimento Fare per Fermare il Declino guidato da Oscar Giannino, pur senza candidarsi.
Nel 2024 aderisce a Patto per il Nord, associazione che riunisce diverse sigle di ispirazione autonomista.

## Vita privata
Si è sposato una prima volta nel 1970 in Inghilterra, nell'Essex. La cerimonia si era svolta a Colchester. La moglie viveva a Clacton-on-Sea. Si erano conosciuti in Catalogna, a Tossa de Mar.
Dopo il divorzio si è risposato a Milano con Sonia Bekdemirian, nata a Milano e deceduta il 18 aprile 2021, di origine armena: i suoi genitori erano sopravvissuti al genocidio armeno. Giancarlo e Sonia hanno avuto due figli.

## Opere
- AA.VV., Il bilancio per gli anni '80. Proposta tecnico-contabile del gruppo di lavoro del Cesec per il recepimento nell’ordinamento legislativo italiano della IV direttiva societaria Cee, CESEC, Centro studi economici, pref. di Franco Reviglio, Franco Angeli, Milano, 1981
- Guida pratica al nuovo bilancio - primi commenti al decreto legislativo 9 aprile 1991, 1991, ed. Gruppo Iniziative Editoriali
- con Gilberto Oneto, 50 buone ragioni per l'Indipendenza, suppl. a "la Padania", coll. I quaderni de la Padania, Editoriale Nord, Trezzano sul Naviglio (MI), 1998
- con Gilberto Oneto, 50 buone ragioni per l'indipendenza, coll. Quaderni Padani, n. 61/62, La Libera Compagnia Padana, Arona (NO), 2005